# Nicolás Todero
Nicolás Todero es un tenista argentino nacido en La Plata el 15 de abril de 1979. Actualmente reside en Miami, es profesional desde el año 1998, es diestro, su entrenador es Jorge Todero y pesa 81 kg.
Su mejor posición en individuales fue el puesto 219 que alcanzó el 29 de noviembre de 2004. Su mejor posición en dobles fue 241, el 15 de septiembre de 2003.
El récord de su carrera en individuales es de 0-1 y se ha embolsado $175,818.
A lo largo de su carrera ha logrado ganar 10 futures, la mayoría disputados en Estados Unidos. Ha logrado finales en torneos Challengers también.
En la disciplina de dobles ha ganado varios futures y disputado finales de Challengers.